# Claude Moraes
Claude Moraes, barone Moraes (Aden, 22 ottobre 1965), è un politico britannico europarlamentare dal 1999 al 2020 (dalla quinta alla nona legistlatura).
Gli è stata affidata la delegazione per le relazioni con il Sudafrica e con la penisola arabica ed è stato membro del gruppo del Partito del Socialismo Europeo. Inoltre è stato presidente della Commissione per le libertà civili, la giustizia e gli affari interni e vicepresidente del Gruppo dell'Alleanza Progressista dei Socialisti e dei Democratici.